# Lopholejeunea applanata
Lopholejeunea applanata là một loài Rêu trong họ Lejeuneaceae. Loài này được (Reinw., Blume & Nees) Schiffner mô tả khoa học đầu tiên năm 1893.